# Driss Bamous

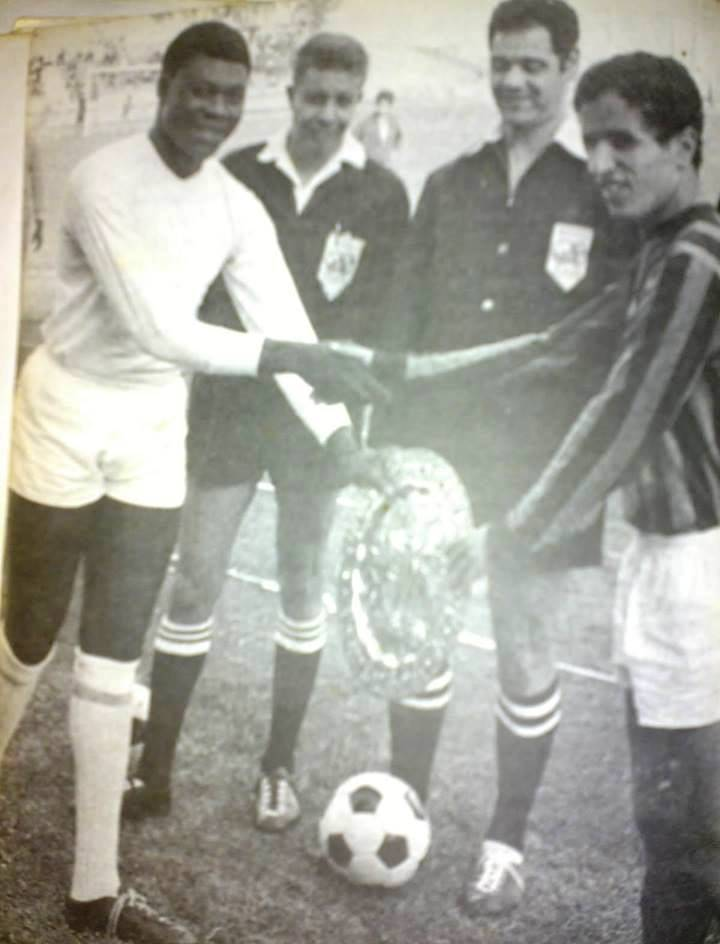
Driss Bamous (rechts) vor einem Spiel gegen Tout Puissant Mazembe mit dessen Mannschaftskapitän Pierre Kalala Mukendi im Januar 1969

Driss Bamous (arabisch إدريس باموس, DMG Idrīs Bāmūs; * 15. Dezember 1942 in Berrechid; † 16. April 2015) war ein marokkanischer Fußballspieler und -funktionär.

## Sportlicher Werdegang
Bamous spielte seine komplette Fußballer-Laufbahn bei FAR Rabat. Bis zu seinem Karriereende 1975 gewann er viermal mit dem Klub in der Botola die marokkanische Landesmeisterschaft und durch einen Finalerfolg über Maghreb Fez im Elfmeterschießen 1971 den Landespokal.
Zwischen 1963 und 1971 lief Bamous für die marokkanische Nationalmannschaft auf. Ein Jahr nach seinem Länderspieldebüt gehörte er zum Kader bei den Olympischen Sommerspielen 1964, der als Gruppenletzter direkt aus dem Wettbewerb ausschied und durch Ali Bouachra bei neun Gegentoren nur einen Treffer erzielte. Sechs Jahre später nahm er als Mannschaftskapitän an der Weltmeisterschaftsendrunde 1970 in Mexiko teil, bei der die Mannschaft am Ende der Gruppenphase ausschied. Im abschließenden Gruppenspiel spielte sie 1:1-Unentschieden gegen Bulgarien – das erste Spiel in der WM-Geschichte, bei dem eine afrikanische Mannschaft das Spielfeld nicht als Verlierer verließ. 
Nach seinem Karriereende engagierte sich Bamous in der Fédération Royale Marocaine de Football, der er zeitweise als Präsident vorsaß. Er leitete die Organisation des Afrika-Cups 1988, der im März des Jahres in Marokko ausgetragen wurde.